# Species IV
 Species IV és una pel·lícula estatunidenca dirigida per Nick Lyon, estrenada el 2007 directament en vídeo.

## Argument
Un científic, el doctor Hollander, portarà la seva neboda Miranda a Ciutat de Mèxic, amb la intenció de neutralitzar els efectes de l'ADN extraterrestre que ha utilitzat per crear-la. Desgraciadament, el tractament no té èxit.

## Repartiment
- Helena Mattsson: Miranda
- Ben Cross: Dr. Tom Hollander
- Marco Bacuzzi: Rinaldo
- Dominic Keating: Forbes McGuire
- Felipe De Lara: Burke
- Marlene Favela: Azura
- Adam Wylie: Jared
- Meagen Fay: Celeste
- Mauricio Martinez: Dalton

## La saga
- Species, espècie mortal (Species) de Roger Donaldson (1995)
- Species 2, espècie mortal 2  (Species II) de Peter Medak (1998)
- Species III de Brad Turner (2004)
- Species IV de Nick Lyon (2007)